# محاري كولومبي
محاري كولومبي (الاسم العلمي: Pleurotus columbinus) هو نوع من الفطريات يتبع جنس المحاري من فصيلة المحارية.